# Epimyrma corsica
Epimyrma corsica är en myrart som först beskrevs av Carlo Emery 1915.  Epimyrma corsica ingår i släktet Epimyrma och familjen myror. IUCN kategoriserar arten globalt som sårbar. Inga underarter finns listade i Catalogue of Life.